# 安藤敦史
安藤 敦史（あんどう あつし、1969年2月 - ）は、日本の防衛官僚。

## 人物
岡山県出身。大阪府立三島高等学校を経て、早稲田大学法学部卒業。

## 略歴
1992年　防衛庁入庁　教育訓練局訓練課
2010年　大臣官房秘書課人事企画官
2011年　内閣官房内閣参事官（内閣情報調査室）
2013年　防衛政策局調査課情報保全企画室長
2014年　人事教育局厚生課長
2015年　情報本部分析部長
2017年　防衛政策局日米防衛協力課長
2018年　防衛政策局防衛政策課長
2020年　大臣官房審議官
2022年　防衛政策局次長